# Tiro nos Jogos Olímpicos de Verão de 2016 - Skeet masculino
A prova do skeet masculino do tiro nos Jogos Olímpicos de Verão de 2016 decorreu em 12 e 13 de agosto no Centro Nacional de Tiro.

## Formato da competição
A prova consiste de três fases: uma qualificação, uma semifinal e a disputa pelas medalhas. No primeiro dia do evento os atiradores fazem três rondas de 25 alvos cada, enquanto no segundo dia competem em duas rondas de 25 alvos. Os seis melhores seguem para as semifinais, que tal como nos encontros das medalhas consistem em oito alvos duplos (um total de 16). Os desempates nas semifinais e na final foram feitos através de um shoot-off, sendo que desempenhos iguais devem ter as suas posições através do resultado da qualificação.

## Medalhistas
O italiano Gabriele Rossetti sagrou-se campeão olímpico ao superar o sueco Marcus Svensson. Já o atleta independente Abdullah Al-Rashidi foi medalha de bronze ao derrotar Mykola Milchev, da Ucrânia.
| Ouro   | ITA Gabriele Rossetti   |
| Prata  | SWE Marcus Svensson     |
| Bronze | IOA Abdullah Al-Rashidi |

## Recordes
Antes do evento, estes eram os recordes olímpicos e mundiais:
| Qualificação     | Qualificação                                   | Qualificação                                   | Qualificação                                   | Qualificação                                   | Qualificação |
| Tipo             | Atirador                                       | Pontos                                         | Local                                          | Data                                           |              |
| ---------------- | ---------------------------------------------- | ---------------------------------------------- | ---------------------------------------------- | ---------------------------------------------- | ------------ |
| Recorde mundial  | Valerio Luchini                                | 125                                            | Pequim                                         | 9 de julho de 2014                             |              |
| Recorde olímpico | As regras mudaram desde as últimas Olimpíadas. | As regras mudaram desde as últimas Olimpíadas. | As regras mudaram desde as últimas Olimpíadas. | As regras mudaram desde as últimas Olimpíadas. |              |

Os seguintes recordes foram estabelecidos durante a competição:
| Data         | Fase         | Atirador            | País                                | Pontos | Recorde          |
| ------------ | ------------ | ------------------- | ----------------------------------- | ------ | ---------------- |
| 13 de agosto | Qualificação | Abdullah Al-Rashidi | IOA Atletas Olímpicos Independentes | 123    | Recorde olímpico |
| 13 de agosto | Qualificação | Marcus Svensson     | SWE Suécia                          | 123    | Recorde olímpico |

## Resultados

### Qualificação
Estes foram os resultados da fase qualificatória:
| Pos. | Atirador              | País                                | 1  | 2  | 3  | 4  | 5  | Total | Shoot-off | Notas |
| ---- | --------------------- | ----------------------------------- | -- | -- | -- | -- | -- | ----- | --------- | ----- |
| 1    | Abdullah Al-Rashidi   | IOA Atletas Olímpicos Independentes | 24 | 25 | 25 | 25 | 24 | 123   |           | Q,    |
| 2    | Marcus Svensson       | SWE Suécia                          | 25 | 25 | 25 | 24 | 24 | 123   |           | Q,    |
| 3    | Stefan Nilsson        | SWE Suécia                          | 25 | 24 | 25 | 23 | 25 | 122   |           | Q     |
| 4    | Mykola Milchev        | UKR Ucrânia                         | 25 | 24 | 25 | 24 | 24 | 122   |           | Q     |
| 5    | Gabriele Rossetti     | ITA Itália                          | 24 | 25 | 22 | 25 | 25 | 121   | +12       | Q     |
| 6    | Jesper Hansen         | DEN Dinamarca                       | 24 | 25 | 24 | 25 | 23 | 121   | +12       | Q     |
| 7    | Éric Delaunay         | FRA França                          | 24 | 25 | 25 | 24 | 24 | 121   | +11       |       |
| 8    | Anthony Terras        | FRA França                          | 24 | 23 | 25 | 24 | 25 | 121   | +3        |       |
| 9    | Mairaj Ahmad Khan     | IND Índia                           | 24 | 25 | 23 | 25 | 24 | 121   | +3        |       |
| 10   | Keith Ferguson        | AUS Austrália                       | 24 | 25 | 23 | 23 | 25 | 120   |           |       |
| 11   | Azmy Mehelba          | EGY Egito                           | 25 | 24 | 25 | 22 | 24 | 120   |           |       |
| 12   | Anton Astakhov        | RUS Rússia                          | 22 | 24 | 23 | 25 | 25 | 119   |           |       |
| 13   | Efthimios Mitas       | GRE Grécia                          | 23 | 24 | 22 | 25 | 25 | 119   |           |       |
| 14   | Dainis Upelnieks      | LAT Letônia                         | 24 | 23 | 23 | 24 | 25 | 119   |           |       |
| 15   | Vincent Hancock       | USA Estados Unidos                  | 23 | 24 | 24 | 24 | 24 | 119   |           |       |
| 16   | Andreas Chasikos      | CYP Chipre                          | 22 | 23 | 24 | 24 | 25 | 118   |           |       |
| 17   | Saeed Al Maktoum      | UAE Emirados Árabes Unidos          | 23 | 24 | 23 | 23 | 25 | 118   |           |       |
| 18   | Michael Maskell       | BAR Barbados                        | 21 | 23 | 25 | 25 | 24 | 118   |           |       |
| 19   | Paul Adams            | AUS Austrália                       | 24 | 24 | 24 | 23 | 23 | 118   |           |       |
| 20   | Saud Habib            | IOA Atletas Olímpicos Independentes | 21 | 24 | 24 | 24 | 24 | 117   |           |       |
| 21   | Frank Thompson        | USA Estados Unidos                  | 23 | 22 | 24 | 25 | 23 | 117   |           |       |
| 22   | Renato Portella       | BRA Brasil                          | 24 | 22 | 21 | 25 | 24 | 116   |           |       |
| 23   | Ralf Buchheim         | GER Alemanha                        | 22 | 21 | 25 | 24 | 24 | 116   |           |       |
| 24   | Luigi Lodde           | ITA Itália                          | 21 | 23 | 24 | 24 | 24 | 116   |           |       |
| 25   | Sebastian Kuntschik   | AUT Áustria                         | 22 | 22 | 24 | 24 | 24 | 116   |           |       |
| 26   | Juan Miguel Rodríguez | CUB Cuba                            | 24 | 21 | 23 | 25 | 23 | 116   |           |       |
| 27   | Federico Gil          | ARG Argentina                       | 23 | 23 | 23 | 24 | 23 | 116   |           |       |
| 28   | Franco Donato         | EGY Egito                           | 22 | 23 | 23 | 24 | 23 | 115   |           |       |
| 29   | Saif Bin Futtais      | UAE Emirados Árabes Unidos          | 21 | 23 | 24 | 23 | 23 | 114   |           |       |
| 30   | Ronaldas Račinskas    | LTU Lituânia                        | 23 | 20 | 21 | 24 | 24 | 112   |           |       |
| 31   | Nasser Al-Attiyah     | QAT Catar                           | 21 | 22 | 21 | 24 | 23 | 111   |           |       |
| 32   | Rashid Saleh Hamad    | QAT Catar                           | 21 | 21 | 21 | 24 | 22 | 109   |           |       |

### Semifinal
Estes foram os resultados da fase semifinal:
| Pos. | Atirador            | País                                | Total | Shoot-off | Notas               |
| ---- | ------------------- | ----------------------------------- | ----- | --------- | ------------------- |
| 1    | Gabriele Rossetti   | ITA Itália                          | 16    |           | Disputa pelo ouro   |
| 1    | Marcus Svensson     | SWE Suécia                          | 16    |           | Disputa pelo ouro   |
| 3    | Mykola Milchev      | UKR Ucrânia                         | 15    |           | Disputa pelo bronze |
| 4    | Abdullah Al-Rashidi | IOA Atletas Olímpicos Independentes | 14    | +4        | Disputa pelo bronze |
| 5    | Jesper Hansen       | DEN Dinamarca                       | 14    | +3        |                     |
| 6    | Stefan Nilsson      | SWE Suécia                          | 14    | +3        |                     |

### Finais
Estes foram os resultados das disputas pelas medalhas:
| Pos.              | Atirador            | País                                | Total | Shoot-off | Notas |
| ----------------- | ------------------- | ----------------------------------- | ----- | --------- | ----- |
| Medalha de ouro   | Gabriele Rossetti   | ITA Itália                          | 16    |           |       |
| Medalha de prata  | Marcus Svensson     | SWE Suécia                          | 15    |           |       |
| Medalha de bronze | Abdullah Al-Rashidi | IOA Atletas Olímpicos Independentes | 16    |           |       |
| 4                 | Mykola Milchev      | UKR Ucrânia                         | 14    |           |       |

Legenda
| Recorde mundial      | Recorde mundial (World record)               |                       | Recorde africano                      | Recorde africano (African) |                                           | Q | Classificado por posição (Qualified) |
| Recorde olímpico     | Recorde olímpico (Olympic record)            | Recorde da América    | Recorde da América (Americas)         | q                          | Classificado por melhor tempo (Qualified) |   |                                      |
| Melhor marca do ano  | Melhor marca do ano (World leading)          | Recorde asiático      | Recorde asiático (Asian)              | DNS                        | Não largou (Did not start)                |   |                                      |
| Recorde nacional     | Recorde nacional (National record)           | Recorde europeu       | Recorde europeu (European)            | DNF                        | Não terminou (Did not finish)             |   |                                      |
| Recorde pessoal      | Recorde pessoal do atleta (Personal best)    | Recorde da Oceania    | Recorde da Oceania (Oceania)          | DSQ / DQ                   | Desclassificado (Disqualified)            |   |                                      |
| Recorde da temporada | Recorde da temporada do atleta (Season best) | Recorde sul-americano | Recorde sul-americano (South America) | NM                         | Sem marca (No mark)                       |   |                                      |